# The Skeptic's Dictionary
The Skeptic's Dictionary (Skeptický slovník) je sbírka křížem odkazovaných skeptických esejů Roberta Todda Carrolla, publikovaná na jeho webových stránkách skepdic.com a v tištěné knize. Stránky skepdic.com byly spuštěny v roce 1994 a kniha byla vydána v roce 2003 a obsahuje téměř 400 hesel. K lednu 2011 má web více než 700 záznamů. Obsáhlý jednosvazkový průvodce skeptickými informacemi o pseudovědeckých, paranormálních a okultních tématech, bibliografie obsahuje přibližně sedm set odkazů na podrobnější informace. Podle zadní strany obálky knihy zaznamenává on-line verze přibližně 500 000 návštěv měsíčně.

Skeptický slovník má být podle předmluvy malou protiváhou k objemné okultní a paranormální literatuře; nikoliv představovat vyvážený pohled na okultní témata.

## Obsah
Podle Carrolla,

„Skeptický slovník je určen čtyřem různým skupinám čtenářů: otevřeným hledačům, kteří se k okultním tvrzením nezavazují ani se jich nezříkají; měkkým skeptikům, kteří jsou náchylní spíše pochybovat než věřit; zatvrzelým skeptikům, kteří mají silnou nedůvěru ke všemu okultnímu; a věřícím pochybovačům, kteří jsou náchylní věřit, ale mají určité pochybnosti. Jedinou skupinou, na kterou tato kniha není zaměřena, je „pravý věřící“ v okultismus. Pokud v sobě nemáte skepsi, tato kniha není určena pro vás.“
Carroll definuje každou z těchto kategorií a vysvětluje, jak a proč podle jeho názoru může být jeho slovník pro každou z nich zajímavý, užitečný a přínosný. Definuje také pojem „skepticismus“, jak jej používá, a vymezuje dva typy skeptiků, apollonského, který je „oddán jasnosti a racionalitě“, a dionýského, který je „oddán vášni a instinktu“. William James, Bertrand Russell a Friedrich Nietzsche jsou podle Carrolla příkladem apollinského skeptika a Charles Sanders Peirce, Tertulián, Søren Kierkegaard a Blaise Pascal jsou dionýskými skeptiky.
Články v knize jsou rozděleny do několika kategorií:
- Alternativní medicína
- Kryptozoologie
- Mimozemšťané a UFO
- Podvody a hoaxy
- Junk science a pseudověda
- Logika a vnímání
- New Age
- Paranormální a okultní jevy
- Věda a filosofie
- Nadpřirozeno a metafyzika

Tištěné verze jsou k dispozici v nizozemštině, angličtině, japonštině, korejštině a ruštině. Četná hesla online byla přeložena i do francouzštiny, němčiny, řečtiny, maďarštiny, islandštiny, italštiny, portugalštiny, slovenštiny, španělštiny, švédštiny a turečtiny.

Zpravodaj informuje zájemce o nových příspěvcích a na internetu je k nahlédnutí archivní seznam předchozích zpravodajů. Norcross et al. uvádějí, že Carroll dosáhl značného pokroku v odhalování pseudovědy a šarlatánství.
Roku 2012 The Skeptic's Dictionary vyšel také jako kniha pro děti od 9 let, ve které je zpracováno 50 různých hesel.

## Přijetí
Roy Herbert v recenzi paperbackové verze napsané pro časopis New Scientist uvedl, že „je to úžasná sbírka, elegantně napsaná a na úrovni, tu a tam s jízlivou poznámkou“, a že „toto vynikající dílo bude pravděpodobně používáno tak často, že je škoda, že je to měkká kniha“. Skeptical Inquirer uvedl, že jde o „knihu, která by měla být základem jídelníčku každého z nás - součástí balíčku, který jsme dostali při narození, aby nám pomohl vyhnout se nebezpečím a nástrahám života ve světě plném špatných myšlenek a planých slibů...“ Gary Jason, profesor filozofie na Kalifornské státní univerzitě, ji také označil za „... dobrou příručku pro hodiny kritického myšlení.“